# 竹林 (京都)

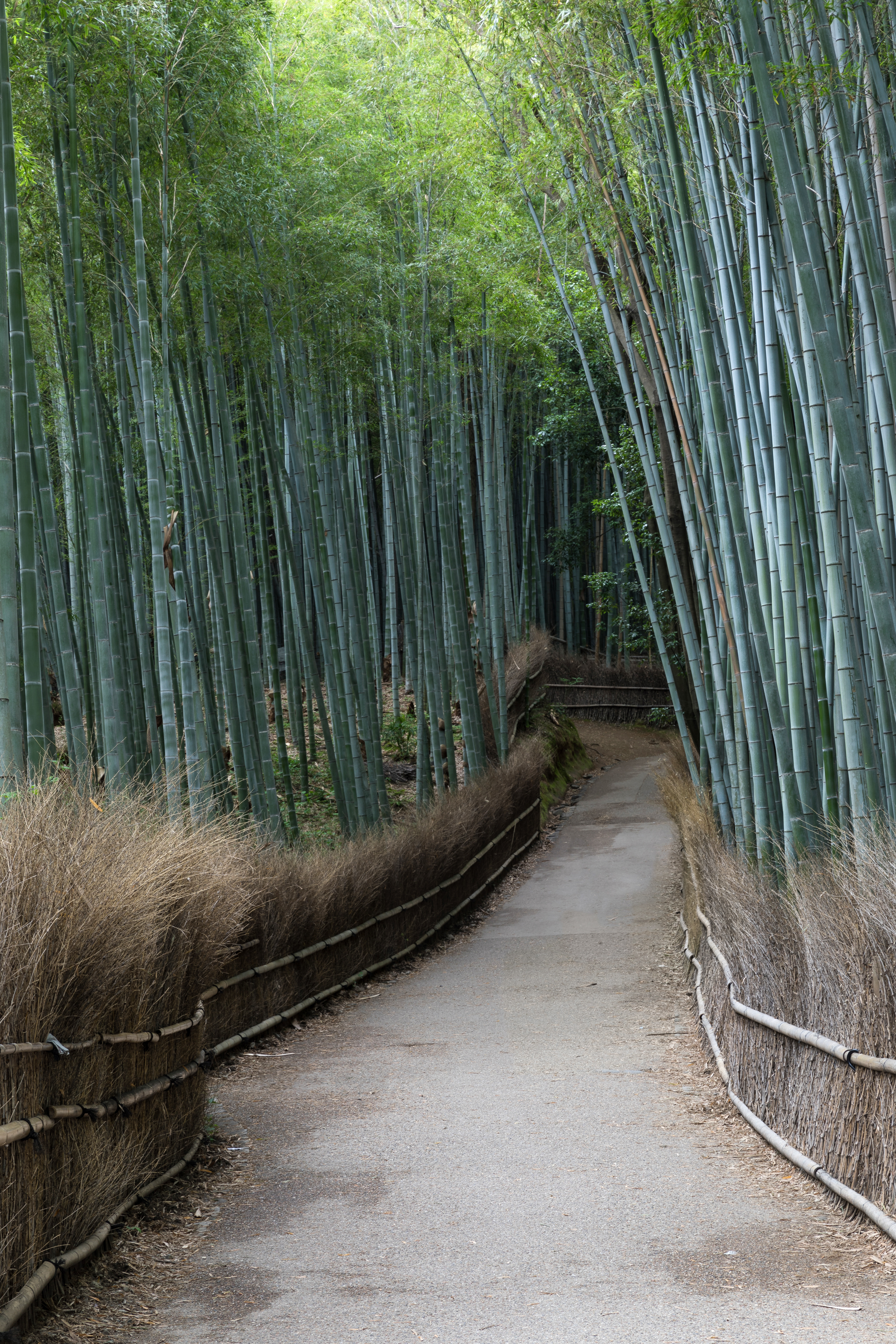
嵯峨野竹林

竹林又稱岚山竹林或嵯峨野竹林，是日本京都市嵐山的一片天然竹林，位於天龍寺和野宮神社附近。该竹林主要由孟宗竹组成，竹林內有供遊客行走的道路。環境省認定該地為声景。2015年之後，竹林免費對外開放。